# 空想の空飛ぶ機械達
『空想の空とぶ機械達』（くうそうのそらとぶきかいたち）は、スタジオジブリ制作のアニメーション映像。上映時間は約6分。カラー作品。
三鷹の森ジブリ美術館にて2002年から2004年まで公開された。また2007年7月から断続的に日本航空の一部飛行機にて本作品が機内上映されている。

## 内容
初めに、豚の姿で描かれた監督が登場し、『天空の城ラピュタ』の乗り物を解説する。ついで19世紀の西洋人が空想した未来の飛翔機械がユーモラスに紹介され、それらの空飛ぶ機械達が文明の発展と共に進歩していく様子がイマジネーション豊かに描かれる。最後は、古き良き時代の冒険活劇漫画映画の復興を願うかのように、一人の少年が手作りのオーニソプターで冒険の旅に出るシーンで終わる。

## スタッフ
- 原作・脚本・監督：宮崎駿
- 作画監督：米林宏昌
- 原画：二木真希子、賀川愛、山田憲一、松瀬勝、山森英司、中村勝利、小野田和由、松尾真理子、田村篤
- 美術監督：武重洋二
- 背景：長田昌子、平原さやか、吉田昇、男鹿和雄
- 動画チェック：舘野仁美
- ハーモニィ処理：高屋法子
- デジタル作画監督：片塰満則
- 音楽：久石譲
- 制作：スタジオジブリ

## キャスト
- ナレーション：宮崎駿

## 備考
- 特別展展示場では、本作のラストに登場した子供用オーニソプター「アルシオーネ」の実物大模型が展示されていた。
- 本作に登場する空飛ぶ機械達の描写の為に用いられた技法は、『ハウルの動く城』にも活かされている。